# Sluis I (Tjonger)
Sluis I is een Friese sluis in de Tjonger nabij Oudehorne.
Sluis I (schutsluis) kmr.12.500, scheidt de benedenloop en de middenloop van Tjonger en is voorzien van een pompinstallatie. Bij lage waterstand (< 0,38 m NAP) kan boezemwater vanuit de benedenloop (NAP -0,52 m) naar de middenloop omhoog gepompt worden (circa 1,2 miljoen m³/jaar).
De Tjonger wordt gevoed door kwel- en regenwater, o.a. van het Drents plateau.
Het hoogteverschil is 0,90 meter.
Aan de bovenzijde verbindt een fietsbrug de noordoever met de zuidoever. De fietsbrug wordt met de hand opgehaald.
Naast de sluis staat een voormalige sluiswachterswoning.
De woning en de sluis dateren van het einde van de 18e eeuw. De Tjonger is toen ten behoeve van de scheepvaart voor de afvoer van turf uit zuidoost Friesland gekanaliseerd.
- Waterbeheerder: Wetterskip Fryslân.
- Objectbeheerder: Provincie Friesland.

Sluis I · 
Sluis II · 
Sluis III